# Erik Sparrsköld
Erik Sparrsköld, tidigare Sparman, född 1655, död 1698, var en svensk häradshövding.

## Biografi
Erik Sparrsköld föddes 1655. Han var son till häradshövdingen Nikolaus Sparman och Anna Lohrman. Sparrsköld blev 1669 student vid Lunds universitet och 20 september 1670 vid Uppsala universitet. Han blev 1675 kanslist i Krigskammarkontoret, 1678 sekreterare hos rikskanslern Magnus Gabriel De la Gardie och senare häradshövding i Bohuslän. Sparrsköld adlades 25 augusti 1689 till Sparrsköld och introducerades 1693 i Sveriges Riddarhus. Han avled 1698.

### Familj
Sparrsköld gifte sig första gången med Margareta Hartvig, dotter till krigskommissarien Daniel Hartvig. De fick tillsammans lagmannen Daniel Sparrsköld i Östergötlands lagsaga.
Sparrsköld gifte sig andra gången 18 juli 1689 med Margareta Gyllenberg, dotter till översinpektören Eric Gyllenberg och Christina Duberg. Margareta Gyllenberg var änka efter överstelöjtnanten Jakob Dreffensköld. Sparrsköld och Gyllenberg fick tillsammans sonen överstelöjtnanten Nils Sparrsköld (1696–1765).